# Pseudomyrmex distinctus
Pseudomyrmex distinctus é uma espécie de formiga do género Pseudomyrmex, subfamilia Pseudomyrmecinae. Foi descrita por Smith em 1877.
Encontra-se no Guatemala, Honduras, México, em regiões arborizadas.